# 苏应宽
苏应宽（1918年—1998年8月24日），男，广东南海人，中华人民共和国妇产科学专家，曾任山东医学院副院长，第三、五届全国人大代表。

## 家庭
哥哥苏应衡，曾任山东省政协副主席。